# 위 디오니시우스
위 디오니시우스 아레오파기테스(고대 그리스어: Διονύσιος ὁ Ἀρεοπαγίτης, 라틴어: Pseudo-Dionysius Areopagita)는 5세기 말부터 6세기 초까지 활동한 그리스의 기독교 신학자이자 신플라톤주의 철학자이다. 그가 작성한 작품의 모음은 《디오니시오스 위서》(Corpus Dionysiacum 또는 Corpus Areopagiticum)로 알려져 있다. 저자는 자기 자신을 사도 바울로에 의해 개종한 디오니시오스 아레오파기테스로 소개하는데, 사실이 아니었음에도 불구하고 결과적으로는 그 신학적 저술이 이 작품에 대단한 권위를 부여하게 하였다.

## 디오니시오스 위서
이 책은 4권의 저서와 10통의 편지로 구성되었는데, 내용은 신플라톤주의의 영향을 받은 신비주의적인 그리스도교 사상이다. 4권의 저서는 〈천상의 계급제도에 대하여〉, 〈교회의 계급제도에 대하여〉, 〈신들의 명칭에 대하여〉, 〈신학의 신비에 대하여〉 등이다.
이 책의 사본은 비잔틴 황제로부터 서프랑크 국왕인 루이 경건왕에게 보내져 루이왕은 상 도니 수도원장 히르두이누스(842 사망)에게 명하여 라틴어로 번역시켰다. 그러나 이 번역이 없어졌기 때문에 왕은 다시 궁정 소속 학자 스코투스 에리우게나에게 번역을 명령했다. 스코투스 에리우게나는 이 번역을 858년경에 한 것으로 생각된다. 프랑크 왕국에서 이 책이 특히 중요시된 것은, 7세기의 창건 이래 프랑크 왕가의 묘지로서 존중되어 온 상 도니 수도원의 보호성자 디오니시오스가, 이름이 같아서 이 책의 저자로 오인되었기 때문이다.
이 책은 세계 전체가 단계적으로 질서지워져 있다고 보고 각 존재는 그 완성 전의 정도에 따라 지위가 정해진다고 본다. 모든 사물은 신으로부터 나와 신에게 돌아가는 것이며, 이러한 이중적 운동이 바로 세계의 역사인 것이다. 곧 우주의 역사가 신으로부터 신으로 흘러가는 운동임을 명백히 함으로써 이 책은 이후 아리스토텔레스 사상과 그리스도교 신앙을 결합하는 기반을 제공하였다.

## 신비주의 신학
위 디오니시오스 아레오파기테스는 부정의 신학이 긍정의 신학 보다 하나님의 특성을 잘 보여주며 이해하기 좋다고 하였다. 그에 따르면 모든 이름들이 부정이 될 때 "신의 침묵, 어두움, 그리고 알지못함"이 따라온다고 한다.

## 같이 보기
- 위경
- 사라 코클리

## 참고 문헌
- 이 문서에는 다음커뮤니케이션(현 카카오)에서 GFDL 또는 CC-SA 라이선스로 배포한 글로벌 세계대백과사전의 내용을 기초로 작성된 글이 포함되어 있습니다.